# هوگو اشپرله
هوگو اشپرله (به آلمانی: Hugo Sperrle) (۷ فوریه ۱۸۸۵–۲ آوریل ۱۹۵۳) نظامی بلندپایه و فیلد مارشال آلمانی در دوره رایش سوم بود.
اشپرله سال ۱۹۰۳ به نیروی زمینی امپراتوری آلمان پیوست. جنگ جهانی اول را به عنوان دیده‌بان توپخانه آغاز کرد و سپس وارد نیروی هوایی شد. پس از جنگ در رایشسور ماند و تا روی کار آمدن رایش سوم به درجه سرهنگ دوم ترفیع گرفت. از بدو تشکیل مخفیانه لوفت‌وافه وارد آن شد و پس از علنی شدن وجود آن در سال ۱۹۳۵ با درجه سرتیپ در جایگاه‌های عالی آن خدمت کرد. اشپرله نخستین فرمانده لژیون کوندور، یگان اعزامی از جانب آلمان به جنگ داخلی اسپانیا بود. پس از بازگشت به آلمان از ماه فوریه سال ۱۹۳۸ به فرماندهی ناوگان سوم هوایی منصوب شد و با آن در ضمیمه‌سازی اتریش و چکسلواکی به رایش نقش داشت. ناوگان سوم هوایی تحت امر اشپرله در تمامی طول جنگ جهانی دوم در جبهه غربی مستقر بود و در نبرد فرانسه و نبرد بریتانیا در سال ۱۹۴۰ نقش پررنگی ایفا کرد. پس از ناکامی بر فراز بریتانیا و در جریان تمرکز ورماخت بر تهاجم به شوروی در شرق، اشپرله فرمانده ارشد هوایی آلمان در مناطق غربی و مسئول دفاع آن در برابر حملات هوایی متفقین بود. به هر صورت در جریان تهاجم متفقین به فرانسه یگان او در موضع ضعف مطلق در برابر قدرت هوایی آن‌ها بود و امکان تأثیر گذاری چندانی در نبرد نرماندی نیافت. بدین شکل از مقام خود خلع شد و دیگر تا پایان جنگ هیچ مقامی نداشت. پس از جنگ در اسارت بریتانیایی‌ها بود. در دادگاه نورنبرگ حضور یافت اما از تمامی اتهامات به جنایت جنگی تبرئه شد.

## سال‌های اولیه
هوگو اشپرله روز ۲ فوریه سال ۱۸۸۵ در لودویگسبورگ در وورتمبرگ زاده شد. پدرش آبجوساز بود. سال ۱۹۰۳ به عنوان افسر دانشجو به نیروی زمینی امپراتوری آلمان پیوست. حدود یک سال بعد با درجه ستوان دوم در هنگ ۸ پیاده‌نظام وورتمبرگ به سلک افسران درآمد. سال ۱۹۱۳ به درجه ستوان یکم و اواخر سال ۱۹۱۴ به درجه سروان ترفیع گرفت. اشپرله دوره آموزشی دیده‌بان توپخانه را می‌گذراند که جنگ جهانی اول آغاز شد. در طول این جنگ عملکرد آن‌چنان متمایزی نداشت. در گردان ۴ پرنده صحرایی در شناسایی هوایی خدمت کرد. سپس آموزش پرواز دید و گردان‌های ۴۲ و ۶۰ پرنده صحرایی و جناح ۱۳ پرنده هوایی را فرماندهی نمود. به عنوان فرمانده دانشکده دیده‌بان هوایی در کلن منصوب شد. در پایان جنگ افسر مسئول تمام یگان‌های هوایی ضمیمه‌شده به ارتش هفتم در جبهه غربی بود.

## رایشسور
اشپرله پس از جنگ به فرای‌کور ملحق شد و فرمانده گردان هوایی آن بود. سال ۱۹۱۹ به عنوان یکی از ۱۸۰ افسر سابق هوانوردی گروه ۴٬۰۰۰ نفری افسران در رایشسور پذیرفته شد. با بازگشت به رسته پیاده‌نظام، در ستاد منطقه نظامی شماره ۵ در اشتوتگارت (۱۹۲۳–۱۹۱۹)، در وزارت دفاع (۱۹۲۴–۱۹۲۳) و در لشکر چهارم پیاده‌نظام در درسدن (۱۹۲۵–۱۹۲۴) خدمت کرد. با وجود ممنوعیت وجود نیروی هوایی در آلمان بر اساس [[[پیمان ورسای]]، سال ۱۹۲۸ دوره پیشرفته پرواز را در پایگاه مخفی آلمان در لیپستک در شوروی گذراند. دست کم دو بار به انگلستان را تا نمایش نیروی هوایی بریتانیا را مشاهده کند. بین سال‌های ۱۹۲۵ تا ۱۹۲۹ در ستاد کل در وزارت رایشسور بود. در این مدت سال ۱۹۲۶ به درجه سرگرد ترفیع گرفت. سپس تا سال ۱۹۳۳ هنگ ۱۴ پیاده‌نظام بادن را در کوبلنتس فرماندهی کرد. سال ۱۹۳۱ درجه سرهنگ دوم ترفیع گرفت. روز ۱ اکتبر سال ۱۹۳۳ به فرماندهی هنگ ۸ پیاده‌نظام پروس در فرانکورت/اودر منصوب شد.

## ورماخت
اشپرله ماه آوریل سال ۱۹۳۴ با درجه سرهنگ تمام، به لوفت‌وافه، نیروی هوایی جدید آلمان با فعالیت فعلاً مخفی، پیوست و فرمانده لشکر یکم هوایی شد. همزمان فرمانده هوانوردی نیروی زمینی بود. در پی علنی شدن نقض پیمان ورسای توسط حاکمیت رایش سوم، اشپرله نقش مؤثری در گسترش لوفت‌وافه داشت. پس از عیان شدن وجود نیروی هوایی در ماه مارس سال ۱۹۳۵، اشپرله جزو نخستین افرادی بود که رسماً از نیروی زمینی به آن منتقل شد. در ابتدا مسئول یگان‌های پرنده منطقه ۲ هوایی بود. با توجه به سابقه قبلی در زمینه نیروی هوایی، روز ۱ مارس سال ۱۹۳۵ به درجه سرتیپ ترفیع گرفت و فرمانده منطقه هوایی شماره ۵ در مونشن شد.

### جنگ داخلی اسپانیا
در پی در درخواست کمک نیروهای ملی‌گرا در جنگ داخلی اسپانیا از آلمان، اشپرله در راس یگان هوایی مستقل اعزامی موسوم به لژیون کوندور اواخر ماه اکتبر سال ۱۹۳۶ به اسپانیا فرستاده شد. این جایگاه معادل فرماندهی نیروی هوایی یک جبهه بود. یگان او در ابتدا شامل، یک اسکادران جنگنده، یک اسکادران هوانوردی دریایی و یک از هر یک از آتشبارهای سبک و سنگین ضدهوایی بود. مأموریت اصلی او پشتیبانی از نیروهای زمینی ژنرال فرانسیسکو فرانکو بود. اشپرله در جریان این جنگ از نزدیک با سازمان یگان‌های هوایی، تاکتیک‌های رزمی و طراحی هواگردها سر و کار داشت. بیشتر تاکتیک‌های رزم هوایی لوفت‌وافه در این درگیری‌ها طراحی و توسعه یافت. اشپرله روز ۱۵ نوامبر شخصاً حمله به پایگاه دریایی نیروهای جمهوری‌خواه در کارتاخنا را هدایت کرد که منجر به انهدام آن شد. اشپرله روز ۱ آوریل سال ۱۹۳۷ به درجه سرلشکر ترفیع گرفت.

### ناوگان سوم هوایی
اشپرله روز ۳۱ اکتبر سال ۱۹۳۷ فرماندهی لژیون کندر را به سرتیپ هلموت فولکمان سپرد و به آلمان بازگشت. دستگاه تبلیغانی رایش سوم او را به عنوان یک «قهرمان» به تصویر کشید. اشپرله روز ۱ نوامبر، تنها ۷ ماه پس از ارتقا پیشین، به درجه سپهبد (ژنرال نیروی هوایی) ترفیع گرفت.
اشپرله روز ۱ فوریه سال ۱۹۳۸ فرماندهی گروه ۳ لوفت‌وافه را دست گرفت. این یگان دقیقاً یک سال بعد به ناوگان سوم هوایی تغییر عنوان داد. با استقرار در مونشن، مسئول تمامی یگان‌ها، پایگاه‌ها و عملیات‌های هوایی در جنوب آلمان بود. اشپرله در تمامی طول مذاکره برای الحاق اتریش به آلمان، حضور داشت. گفته می‌شود از اندام و جثه درشت او برای ارعاب و تأثیر بر طرف مقابل استفاده می‌شده‌است. به هر صورت این مذاکرات ثمر بخش بود و اتریش بدون درگیری ماه مارس سال ۱۹۳۸ ضمیمه آلمان شد. در ابتدا منطقه اتریش به حوزه مسئولیت اشپرله افزون گشت اما مدت کوتاهی بعد ناوگان چهارم هوایی به فرماندهی سپهبد الکساندر لور، فرمانده پیشین کل نیروی هوایی اتریش، در آن تشکیل گردید.
در ادامه، اشپرله رزمایش‌های هوایی از جمله بمباران‌های زمینی برای ارعاب برای ارعاب چکسلواکی جهت تسلیم سودتنلند اجرا کرد که نسبتاً موفق بود و پس از نشست مونشن این منطقه ماه اکتبر سال ۱۹۳۸ به آلمان تحویل شد. شش ماه بعد تمامی چکسلواکی، این بار بدون درگیری، ضمیمه آلمان شد. اشپرله فرماندهی بخشی از عملیات هوایی این اقدام را بر عهده داشت.

#### جنگ جهانی دوم
ترفیع درجات:
- ۱۸ اکتبر ۱۹۰۴: ستوان دوم
- ۱۸ اکتبر ۱۹۱۲: ستوان یکم
- ۲۸ نوامبر ۱۹۱۴: سروان
- ۱ اکتبر ۱۹۲۶: سرگرد
- ۱ فوریه ۱۹۳۱: سرهنگ دوم
- ۱ اوت ۱۹۳۳: سرهنگ
- ۱ اکتبر ۱۹۳۵: سرتیپ
- ۱ آوریل ۱۹۳۷: سرلشکر
- ۱۹ ژوئیه ۱۹۴۰: فیلدمارشال

در پی تهاجم آلمان به لهستان در ماه سپتامبر سال ۱۹۳۹ و آغاز جنگ جهانی دوم، ناوگان سوم هوایی اشپرله از گروه ارتش سی در محافظت از مرزهای غربی کشور پشتیبانی می‌کرد. به هر صورت متفقین دست به اقدام خاصی نزدند و در این موضع درگیری عمده‌ای پیش نیامد.
در جریان تهاجم به فرانسه در ماه مه سال ۱۹۴۰، هواگردهای اشپرله از یورش اصلی توسط گروه ارتش آ با دربرگرفتن بیشتر یگان‌های زرهی، پشتیبانی می‌کردند. او برای این کار چهار سپاه هوایی و یک ضدهوایی در اختیار داشت. نیروهای او نقش ویژه‌ای در شکستن خط دشمن در رود سدان در روز ۱۳ مه ایفا کردند که در حصول پیروزی نهایی حائز تأثیر کلیدی بود. بدین جهت روز ۱۸ مه نشان عالی صلیب شوالیه صلیب آهنین به اشپرله اعطا شد. در پی تسلیم فرانسه در ماه ژوئن، اشپرله، در بین گروهی از دیگر فرماندهان ارشد، روز ۱۹ ژوئیه سال ۱۹۴۰، با رد کردن درجه ارتشبد، مستقیماً به درجه فیلدمارشال نائل آمد. اشپرله هیچگاه عضو حزب ناسیونال سوسیالیست نشد اما همواره به شکل تام و تمامی به هیتلر وفادار بود. هیتلر نیز متقابلاً از او هواداری می‌کرد.
اشپرله ماه ژوئیه سال ۱۹۴۰ قرارگاه خود را به کاخ لوکزامبورگ در پاریس منتقل کرد. عملیات همه‌جانبه هوایی لوفت‌وافه برای شکست نیروی هوایی بریتانیا و به زانو درآوردن این کشور از روز ۱۳ اوت آغاز شد. ناوگان سوم هوایی اشپرله مسئول ناحیه شرقی انگلستان بود که پایگاه‌های عمده جنگنده‌های دشمن در آن قرار داشت. این ناوگان در جریان نبرد بریتانیا در اسکادران‌های بمب‌افکن شیرجه‌ای خود متحمل تلفات سنگین شد تا وادار به عقب کشیدن سپاه ۸ هوایی از رزم‌گاه در روز ۱۹ اوت شود. همان روز با انتقال یگان‌های جنگنده تک‌موتوره ب‌اف ۱۰۹ از ناوگان سوم هوایی به ناوگان دوم هوایی، مسئولیت اصلی نبرد به دوش اشپرله به فیلدمارشال آلبرت کسلرینگ منتقل شد. اشپرله در عوض اسکادران‌های جنگنده‌های دوموتوره ب‌اف ۱۱۰ ناوگان پنجم هوایی را که از نروژ عمل می‌کردند، دریافت کرد. او زان پس بر بمباران‌های شبانه متمرکز شد و در عمل مقداری موفقیت کسب نمود.

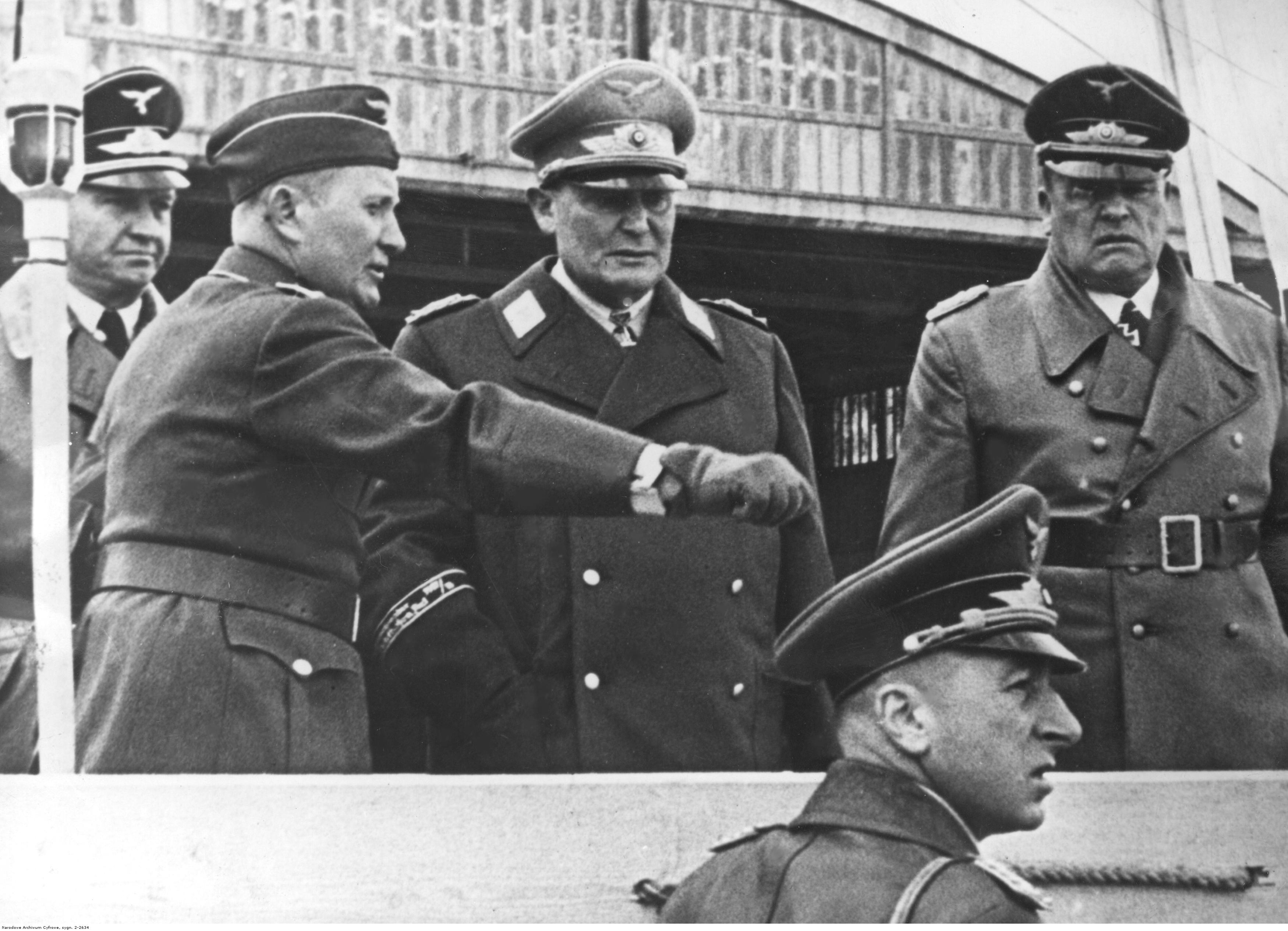
در کنار رایشس‌مارشال هرمان گورینگ، ژانویه ۱۹۴۱

روز ۳ سپتامبر سال ۱۹۴۰ جلسه‌ای بین رایشس‌مارشال هرمان گورینگ، فرمانده کل لوفت‌وافه و فرماندهان دو ناوگان دوم و سوم هوایی در لاهه هلند برگزار شد. گورینگ پیشنهاد کرد در صورتی که نیروی هوایی بریتانیا به اندازه کافی تضعیف شده‌است، تمرکز از پایگاه‌های هوایی نظامی بر بمباران گسترده پایتخت آن لندن تغییر کند. اشپرله، برخلاف خوشبینی کسلرینگ، نیروی جنگنده بریتانیا را با حدود هزار فروند هواگرد، همچنان قدرتمند دانست و بر انهدام آن با شیوه کنونی تأکید کرد. با بروز اختلاف نظر جلسه رو به تنش کشیده شد اما در نهایت گورینگ نظر خود را بر کرسی نشاند. تغییر اولویت لوفت‌وافه، نخستین حمله هوایی عمده به لندن دو روز بعد اتفاق افتاد. طبق پیش‌بینی اشپرله، این تغییر موجب بازیابی توان نیروی جنگنده بریتانیا شد و اثر تعیین‌کننده و بسیار بدی بر روند جنگ هوایی لوفت‌وافه گذاشت که در نهایت شکست را برای آن در آسمان بر فراز بریتانیا به همراه آورد. به دستور گورینگ از ماه اکتبر عملیات‌ها صرفاً به صورت شبانه انجام می‌شد. وینستون چرچیل، نخست‌وزیر بریتانیا، پس از جنگ در نوشته‌های خود آورد که پیش از تغییر راهبرد لوفت‌وافه بریتانیا در انتهای توان هوایی خود بود و ادامه روش پیشین می‌توانست موجب فروپاشی قدرت هوایی آن شود.

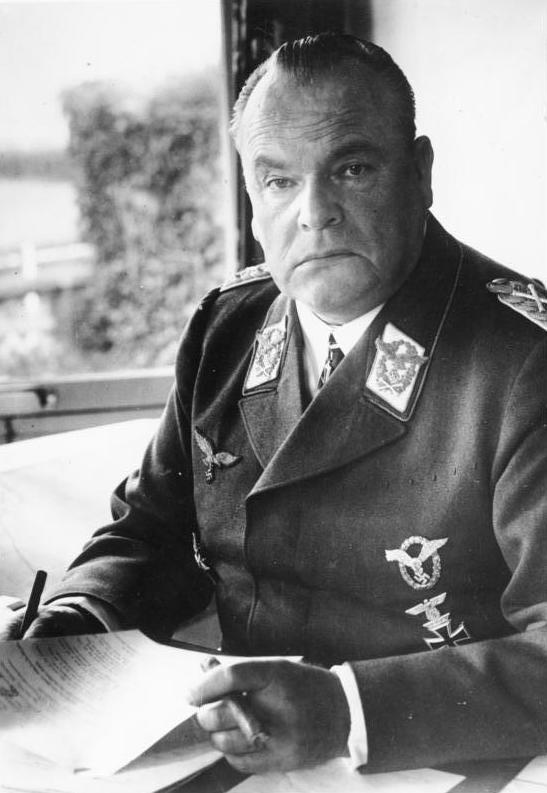
فوریه ۱۹۴۲

ناوگان دوم هوایی ماه مه سال ۱۹۴۱، در جهت آماده‌سازی برای عملیات بارباروسا، تهاجم به شوروی، به لهستان منتقل شد تا اشپرله به تنها فرمانده ارشد هوایی در تمامی جبهه غربی بدل شود. با خسارت وارد به لوفت‌وافه در نبرد بریتانیا و البته تأکید آلمان بر جبهه شرقی، در این زمان از میزان اولیه ۴۴ جناح بمب‌افکن در ماه اوت سال ۱۹۴۰، تنها چهار جناح در ماه ژوئن سال ۱۹۴۱، در نواحی غربی باقی مانده بود. اشپرله با سرگرم دشمن به زندگی مجلل در فرانسه و خوش‌گذرانی، به مرور وقت کمتری صرف وظایف خود از جمله آموزش نیروهایش می‌کرد. پس از آن که روز ۱ مارس سال ۱۹۴۳ بمباران پاریس توسط بریتانیایی‌ها تخریب ۳۵٬۰۰۰ خانه را به بار آورد، هیتلر به اشپرله دستور داد در تلافی بلافاصله لندن را بمباران کند. در حمله هوایی که روز ۳ مارس علیه لندن انجام گرفت از مجموع ۱۰۰ تُن بمب رها شده تنها ۱۲ تن در محدوده شهری فرود آمد. هیتلر از این واقعه برآشفته شد و در نشست روز ۵ مارس ناوگان سوم هوایی را با طعنه این که نتوانسته یک هدف «به پهنای ۵۰ کیلومتر» را بیابد، مورد حمله کلامی قرار داد. یوزف گوبلس، وزیر اطلاع‌رسانی رایش، در نوشته‌های خود اشپرله را مشغول «زندگی عیاشانه» در یک کاخ توصیف کرد و او را نامناسب مقام خود دانست. بدین شکل نظر هیتلر نسبت به اشپرله شروع به تغییر کرد.
هنگام آغاز آماده‌سازی هوایی متفقین برای حمله به خاک فرانسه، اشپرله پایان ماه مه سال ۱۹۴۴ مجموعاً حدود ۹۰۰ هواگرد داشت که تنها حدود ۵۰۰ فروند از آن در شرایط عملیاتی بودند. بدین شکل نیروی او بسیار ضعیف‌تر از دشمن مقابلش با حدود ۱۴٬۰۰۰ هواگرد رزمی بود. با توجه به ناتوانی یگان اشپرله در واکنش مؤثر، حملات هوایی متفقین به شبکه تدارکاتی آلمانی‌ها در فرانسه و حتی در بدنه اصلی خاک آلمان، آسیب جدی به تدارکات‌رسانی آن‌ها به خط مقدم زد به وجهی که ناحیه سر ساحل متفقین در نرماندی در ماه ژوئن به یک «جزیره راهبردی» از نظر تدارکاتی برای آلمان بدل گشت. در نتیجه فیلدمارشال اروین رومل، فرمانده گروه ارتش ب نتوانست نیروی زرهی خود را به موقع به محل برساند و پیش از تحکیم جای پای متفقین، آن‌ها را از نرماندی بیرون کند. برتری هوایی مطلق دشمن بر فراز رزمگاه اجازه هر اقدامی را از هواگردهای اشپرله سلب می‌کرد. هنگامی که متفقین از ماه اوت شروع به گسترش اراضی تحت سلطه خود از سر ساحل نرماندی کردند، یگان‌های زمینی لوفت‌وافه از جمله تأسیسات مخابراتی آن به سمت شرق «گریختند». هیتلر با مقصر دانستن اشپرله نسبت به این وضعیت او را در نهایت روز ۱۹ اوت از مقام فرماندهی ناوگان سوم هوایی عزل و با ارتشبد اتو دسلوخ جایگزین نمود. اشپرله دیگر مناسب هیچ مقام با اهمیتی دیده نمی‌شد و بدین ترتیب تا پایان جنگ هیچ جایگاه دیگری به او سپرده نشد. خود اعتراض چندانی نسبت به سرنوشتش نداشت.

## پس از جنگ

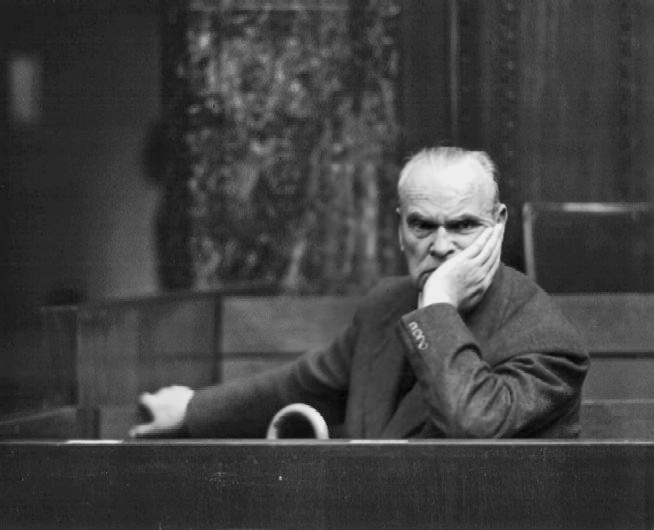
در دادگاه نورنبرگ، ۱۹۴۸

اشپرله روز ۱ مه سال ۱۹۴۵ به اسارت نیروهای بریتانیایی درآمد. در دادگاه نورنبرگ به اتهام جنایت جنگی محاکمه شد اما از تمامی اتهامات روز ۲۷ اکتبر سال ۱۹۴۸ تبرئه گردید. ماه ژوئن سال ۱۹۴۹ آزاد شد و سپس زندگی آرامی در مونشن پیش گرفت. فیلدمارشال هوگو اشپرله در نهایت روز ۲ آوریل سال ۱۹۵۳ درگذشت و در همان مونشن به خاک سپرده شد.